# …Och ändå möttes de två
…Och ändå möttes de två, är en brittisk miniserie från 1989. Originaltitel: Shalom Salaam.

## Handling
Mumtaz och Adam är två ungdomar som går i samma skola. Adam är av judisk börd och Mumtaz är muslim. De möts och efter diverse förvecklingar blir de kära i varandra.

## Roller
- Mumtaz Sattar – Matma Kaash
- Shehnaaz Sattar – Shahnaz Pakravan
- Sadiq Sattar – Zia Mokyeddin
- Adam Morris – Toby Rolt
- Sarah Morris – Charlotte Cornwell
- Philip Morris – Raad Rawi
- Joe Astler – John Cater
- Jackie – Clare Holman